# 魏氏刺锚参
魏氏刺锚参（学名：Protankyra verrilli）为锚参科刺锚参属的动物。分布于澳大利亚以及中国大陆的福建等地，常见于潮间带或浅海泥底。该物种的模式产地在澳大利亚昆士兰以北约克角。